# Aurora do Pará
Aurora do Pará is een gemeente in de Braziliaanse deelstaat Pará. De gemeente telt 22.315 inwoners (schatting 2009).